# Maria Zabłocka
Maria Zabłocka-Słonina (ur. 7 stycznia 1946) – polska prawnik, profesor nauk prawnych, historyk prawa, specjalista w zakresie prawa rzymskiego, profesor zwyczajny Uniwersytetu Warszawskiego. 

## Życiorys
W 1977 się doktoryzowała, a w 1988 habilitowała na Uniwersytecie Warszawskim. W 1999 uzyskała tytuł naukowy profesora nauk prawnych.
Od 1970 związana zawodowo z Uniwersytetem Warszawskim. Była dyrektorką Instytutu Historii Prawa Wydziału Prawa i Administracji Uniwersytetu Warszawskiego. Członkini Komitetu Nauk o Kulturze Antycznej Wydziału I Nauk Humanistycznych i Społecznych Polskiej Akademii Nauk.
Jest członkinią Komitetu Redakcyjnego „Czasopisma Prawno-Historycznego”.

## Wybrane publikacje
- Au-delà des frontières. Mélanges de droit romain offerts à Witold Wołodkiewicz, Varsovie: „Liber”, 2000.
- Le Droit romain et le monde contemporain. Mélanges `a la mémoire de Henryk Kupiszewski, Varsovie: Instytut Historii Prawa. Wydział Prawa i Administracji. Uniwersytet Warszawski, 1996.
- Prawo rzymskie. Instytucje (współautor: Witold Wołodkiewicz, Warszawa: Wydawnictwo C. H. Beck, 1996, 2000, 2001, 2005, 2009, 2014.
- Przemiany prawa osobowego i rodzinnego w ustawodawstwie dynastii julijsko-klaudyjskiej, Warszawa: Wydawnictwa UW, 1987.
- Romanistyka polska po II wojnie światowej, Warszawa : „Liber”, 2002.
- Romanistyka polska w pierwszym dziesięcioleciu XXI wieku, Warszawa: Liber, 2013.
- Ustawa XII tablic. Rekonstrukcje doby Renesansu, Warszawa: „Liber”, 1998.
- Ustawa XII tablic. Tekst, tłumaczenie, objaśnienia, Warszawa: „Liber”, 2003[7].

## Życie prywatne
Jej mężem jest Jan Zabłocki, profesor prawa rzymskiego.